# Club Social de Deportes Rangers (femenino)
El Club Social de Deportes Rangers es la entidad que representa en el fútbol femenino al Club Social de Deportes Rangers, con sede en la ciudad de Talca, Chile. Actualmente milita en la Primera B de Chile.  
Fue fundado en el año 2008 y debutó profesionalmente en el Torneo 2009 del fútbol femenino de Chile.   
Logró sus mejores resultados durante las temporadas 2014, 2015 y 2016 de la Primera División ubicándose entre los 8 mejores equipos del país de forma consecutiva.
En el torneo de clausura 2015 lograron su mejor posición al derrotar en cuartos de final a universidad de Chile por tanda de penales 4-3 y así pasar a semifinal por primera vez, en dicha fase se encuentra con Colo-Colo, quien vencería 6-1.

## Historia

### Inicios
El equipo talquino femenino se formó en el año 2008, haciendo así imposible el debut profesionalmente en la temporada 2008 del fútbol femenino, pero debutando profesionalmente en el torneo 2009, en el Estadio de San Clemente frente a Everton de Viña del Mar femenino, en una dolorosa derrota por 10 goles contra 0. Su primer triunfo fue en la fecha siguiente, venciendo 3:2 a Curicó Unido. Durante dicho año quedaron en la posición 12 de 19 de la tabla general.

### Afianzándose en el fútbol y el auge
Durante 2010, participaron nuevamente del torneo femenino, quedando en la posición 13, sin embargo el cambio en el formato generó que no pudiesen avanzar a la siguiente fase.
Para el torneo apertura de 2011 son desafiliadas del campeonato organizado por la ANFP, debiendo participar del torneo local, específicamente en el fútbol amateur.
Posteriormente en 2013 vuelven al torneo femenino de la ANFP, específicamente al torneo de apertura. En dicha competición terminan 5° con 23 puntos, a uno de clasificar a los partidos de Play-offs por la obtención del campeonato. Ya en el clausura obtienen su redención quedando en la 3.ª posición en la fase zonal. Posteriormente en cuartos de final son derrotadas por su símil de Audax Italiano.
En el apertura 2014 mantuvieron el nivel y nuevamente quedaron en el 3° lugar del torneo zonal, sin embargo vuelven a caer en cuartos de final, esta vez frente a Santiago Morning. En el torneo de clausura vuelven a quedar en el 3° lugar y a clasificar a la siguiente fase, volviendo a caer en cuartos de final frente a Santiago Morning.
En el apertura 2015 por cuarta vez consecutiva vuelven a quedar en el 3° lugar de la fase zonal, a su vez volvieron a caer en los cuartos de final frente a la Universidad de Chile. En el torneo de clausura quedan en el 2° lugar de la fase zonal, esta vez finalmente logran pasar de los cuartos de final al derrotar a la universidad de Chile por 4 a 3 en penales, luego de culminar el partido en un empate 2:2, en esta ocasión caen en semifinales frente a su símil de Colo-colo.
En el apertura 2016 clasifican nuevamente a la fase de play-offs al quedar en 1° posición en la fase zonal, posteriormente son derrotadas por Palestino en los cuartos de final. En el clausura 2016 también clasifican a play-offs, esta vez en el 4° lugar del campeonato, enfrentándose y, posteriormente, cayendo nuevamente frente al reciente subcampeón Palestino.
Finalmente en el apertura 2017, y luego de tres años seguidos, el equipo no logra clasificar a play-offs, al quedar en la 9° posición. Durante 2017, el equipo logra un importante hito al clasificarse a los Juegos Binacionales de Córdoba 2017, en representación de la región del Maule, esto tras vencer al club Curicó Unido por 3 goles a 1.

### La crisis
En el campeonato de 2018 el equipo aún mantiene un nivel bajo, esta vez quedando en el último lugar (9°) de su zona en la fase regular. A mitad de año nuevamente se clasifican a los Juegos Binacionales, que esta vez se desarrollan en la región de O'Higgins.
En 2019, y gracias a un cambio en el formato del campeonato femenino, Rangers desciende a la Primera B. Donde el abandono administrativo y otras situaciones generó que no puedan realizar un buen campeonato.
Durante 2020 el torneo previsto no se realizó debido a la pandemia del Covid-19 que azotó al mundo.

### El renacer
La situación para la institución era compleja, el campeonato fue detenido durante el año 2019 por el estallido social ocurrido en octubre, posteriormente, el año 2020, sería nuevamente suspendido, esto por la pandemia del covid-19. En octubre de dicho año, la ANFP hace volver el fútbol femenino, pero solo la Primera División, por lo que Rangers no podría volver a las canchas.
Durante este tiempo, el club no tendría nada de fútbol. En respuesta a esto, las jugadoras comienzan a organizarse para promover la actividad. A inicios del año 2021, surge el primer acercamiento del equipo a un resurgimiento, esto mediante una página de Instagram, en la cual comienzan a realizar publicaciones ocasionalmente respecto al equipo.
En abril, son parte de una campaña para reactivar la primera B del fútbol femenino, en conjunto con las otras instituciones que serían parte de dicho campeonato. En ese entonces, el club ya contaba con entrenador y realizaban entrenamientos autogestionados en distintas canchas del fútbol amateur talquino. A mitad de año, confirman que Rangers participaría en el campeonato, precisamente en el grupo Zona centro, con Unión Española, O'Higgins y Curicó Unido. En dicho campeonato, y con una importante reorganización administrativa que incluyó aportes estatales y privados, la transmisión de todos los encuentros vía Facebook y el regreso al Estadio Fiscal, el equipo logra un inédito segundo lugar en su grupo, consiguiendo el cupo para clasificar a playoffs y enfrentarse con O´Higgins (Al ser el grupo centro el único de cuatro equipos, se permitía que el segundo también clasificara a la siguiente fase), donde serían derrotadas, no pudiendo acceder al ascenso.
En noviembre del 2021, el presidente de la S.A.D.P afirmaría en el evento del aniversario del club que la empresa estaba haciendo las gestiones para retomar la administración del fútbol femenino, así como también de las escuelas formativas. De estas gestiones, surge la filial sub-19 del fútbol femenino, que en 2022 disputaría el campeonato Formativo.
Para 2022, la directiva de la Sociedad Anónima ya había tomado las riendas del equipo a nivel administrativo, lo que significaría un mayor acceso de las jugadores a las instalaciones de la institución profesional, como el uso del complejo deportivo, el beneficio de los convenios firmados del club con otras instituciones, etc. Para este año, la temporada deportiva sería sumamente corta, realizándose en un periodo de solo tres meses. En esta temporada, las rojinegras realizarían un buen campeonato, sin embargo no sería suficiente para lograr el acceso a la fase final, quedando en segundo lugar de su grupo. 
En paralelo al equipo estelar, este año Rangers nuevamente tendría un equipo en las series menores femeninas en un campeonato formativo de la ANFP, siendo en este caso la serie Sub-19.

## Estadio
El club femenino ejerce como local en el complejo Fortaleza Rojinegra de Rangers. Ocasionalmente juegan como locales en el Estadio Fiscal de Talca.